# Merrifieldia
Merrifieldia là một chi bướm đêm thuộc họ Pterophoridae.

## Các loài
- Merrifieldia alaica
- Merrifieldia baliodactylus
- Merrifieldia brandti
- Merrifieldia bystropogonis
- Merrifieldia calcarius
- Merrifieldia cana
- Merrifieldia caspius
- Merrifieldia chordodactylus
- Merrifieldia deprinsi
- Merrifieldia diwani
- Merrifieldia farsi
- Merrifieldia hedemanni
- Merrifieldia huberti
- Merrifieldia improvisa
- Merrifieldia leucodactyla
- Merrifieldia melacodactylus
- Merrifieldia nigrocostata
- Merrifieldia particiliata
- Merrifieldia probolias
- Merrifieldia semiodactylus
- Merrifieldia tridactyla